# (17579) Lewkopelew
(17579) Lewkopelew ist ein Asteroid des Hauptgürtels, der am 5. Oktober 1994 vom deutschen Astronomen Freimut Börngen an der Thüringer Landessternwarte Tautenburg (IAU-Code 033) in Thüringen entdeckt wurde.
Benannt wurde der Asteroid nach dem russischen Germanisten und Schriftsteller Lew Sinowjewitsch Kopelew (1912–1997).